# Communauté de communes du Castelrenaudais
Die Communauté de communes du Castelrenaudais ist ein französischer Gemeindeverband mit der Rechtsform einer Communauté de communes im Département Indre-et-Loire in der Region Centre-Val de Loire. Sie wurde am 10. Juni 1996 gegründet und umfasst 16 Gemeinden. Der Verwaltungssitz befindet sich im Ort Château-Renault.

## Mitgliedsgemeinden
| Gemeinde                                  | Einwohner 1. Januar 2022 | Fläche km² | Dichte Einw./km² | Code INSEE | Postleitzahl |
| ----------------------------------------- | ------------------------ | ---------- | ---------------- | ---------- | ------------ |
| Autrèche                                  | 419                      | 20,72      | 20               | 37009      | 37110        |
| Auzouer-en-Touraine                       | 2.172                    | 34,05      | 64               | 37010      | 37110        |
| Château-Renault                           | 4.560                    | 3,51       | 1.299            | 37063      | 37110        |
| Crotelles                                 | 651                      | 15,89      | 41               | 37092      | 37380        |
| Dame-Marie-les-Bois                       | 338                      | 8,91       | 38               | 37095      | 37110        |
| La Ferrière                               | 312                      | 15,76      | 20               | 37106      | 37110        |
| Le Boulay                                 | 813                      | 20,10      | 40               | 37030      | 37110        |
| Les Hermites                              | 573                      | 32,60      | 18               | 37116      | 37110        |
| Monthodon                                 | 643                      | 33,91      | 19               | 37155      | 37110        |
| Morand                                    | 348                      | 14,62      | 24               | 37160      | 37110        |
| Neuville-sur-Brenne                       | 890                      | 6,89       | 129              | 37169      | 37110        |
| Nouzilly                                  | 1.236                    | 40,24      | 31               | 37175      | 37380        |
| Saint-Laurent-en-Gâtines                  | 873                      | 31,62      | 28               | 37224      | 37380        |
| Saint-Nicolas-des-Motets                  | 241                      | 12,77      | 19               | 37229      | 37110        |
| Saunay                                    | 643                      | 25,98      | 25               | 37240      | 37110        |
| Villedômer                                | 1.299                    | 35,49      | 37               | 37276      | 37110        |
| Communauté de communes du Castelrenaudais | 16.011                   | 353,06     | 45               | –          | –            |

## Quelle
1. ↑  www.collectivites-locales.gouv.fr
2. ↑  CC du Castelrenaudais (SIREN: 243 700 499) in der Base nationale sur l’intercommunalité (BANATIC) des französischen Innenministeriums (französisch)